# Epacris moscalianus
Epacris moscalianus är en ljungväxtart som beskrevs av Crowden. Epacris moscalianus ingår i släktet Epacris och familjen ljungväxter. Inga underarter finns listade i Catalogue of Life.